# Храм Тирумалы Венкатешвары
Храм Тирума́лы Венкате́швары (англ. Tirumala Venkateswara Temple, телугу తిరుమల వెంకటేశ్వరస్వామి మందిరము) — индуистский храм, посвящённый одному из образов Вишну — Венкатешваре. Расположен на холме Венкатадри, одном из семи холмов гряды Тирумалы, у подножия которых находится город Тирупати (округ Читур, Андхра-Прадеш, Индия).
Главное божество храма, Венкатешвара, также известно под другими именами, среди которых популярными являются Баладжи и Шриниваса. По легенде божество пребывает на холмах Тирумалы с начала Кали-юги (то есть свыше 5000 лет) и является самопроявленным, то есть нерукотворным. Для последователей традиции шри-вайшнавизма храм является одним из 108 мест паломничества Дивьядешам.
Согласно «Книге рекордов Гиннесса», храм Венкатешвары является самым посещаемым индуистским храмом в мире. До 2011 года он считался самым богатым храмом в мире, уступив место Храму Падманабхасвами в Тривандрам.

## Происхождение и история храма
Предание гласит, что первое святилище воздвигнуто раджей Тондайманом (Thondaiman), тамильским правителем древнего княжества Тондаймандалама (Thondaimandalam) после того, как он увидел Вишну во сне. В VIII веке он построил первую гопурам для храма.
Ранние упоминания о стоящей фигуре Вишну в Тирупати под названием «Венгадам» (Vengadam) или «Венкатадри» (Venkatadri) прослеживаются в поэзии святых альваров. На его образ ссылаются три первые альвара — Пойгай, Бхутам и Пей. Считается, что они жили с III по VIII века н. э. Пойгай упоминает поклонение богу с гирляндами и благовониями, от дыма которых небо омрачается. Он описывает божество Венкатадри как образ с огромными чёрными слонами и змеями, вместе с которым пребывает его супруга Лакшми. Альвар Пей именует Вишну на горах Тирумалы Кришной и говорит о том, что он включает в себя Шиву. Другой поэт, Иланго Адигал, живший в VI веке, упоминает о том, что на горах Венгадама, где полно водопадов, стоит бог, держащий в руках шанкху и чакру. Тирумажисей ссылается на праздник Онам на холмах Венгадам. Знаменитый Наммальвар посвятил Тирумале десятки стихов. Кулашекхара, один из поздних альваров, восклицал: лучше быть птицей на дереве, рыбой в реке или привратником при храме на холмах Венгадама, чем хозяином небес.
Первая храмовая надпись о Венкатешваре обнаружена на стенах храма Падмавати (Лакшми) в Тиручанере недалеко от Тирупати (13°36′28″ с. ш. 79°27′00″ в. д.). Надпись датируется 845 годом и гласит, что раджа династии Паллавов поднёс драгоценный светильник для проведения огненного ритуала для «Господа Тирувендагам». Другое письменное свидетельство на стенах того же храма датируется 966 годом и рассказывает о религиозной процессии, организованной брахманами из храма на холме Венгадам.
Храм поддерживался и достраивался многочисленными раджами из династий Южной Индии, поклонявшихся Венкатешваре. К ним относятся вассалы и некоторые представители династий Паллавов из Канчипурама (IX век), Чолы из Танджавура (X век), Пандья из Мадурая (XIII век). В 1310—1311 годах Южная Индия подверглась нападению армии Малика Кафура, командующего делийского султана Ала ад-дин Мухаммад-шаха I, которая грабила и уничтожала храмы и святыни иноверцев. В частности, подвергся разграблению и надолго запустел известный храм в Шрирангаме. Смертельная участь обошла холмы Венкатадри стороной. Горы, на которых располагался храм, были трудно досягаемыми, и захватчики предпочитали грабить легко доступные и богатые храмы Мадурая и Чидамбарама. Часть беженцев, включая брахманов, из разрушенных храмов тамильского юга переселилась в Тирупати. С ними прибыли спасённые вайшнавские святыни, которым было суждено оставаться в Тирупати несколько десятилетий до изгнания захватчиков в 1371 году.
Расцвет храмовой культуры происходил в период Виджаянагарской империи с 1336 по 1630 годы. Он считается «золотой эпохой» культа Венкатешвары. Правители активно жертвовали деньги, а также золото и другие украшения в поддержку храма. Наибольший вклад внёс раджа Кришнадеварая, чьи пожертвования золотом и драгоценными камнями позволили позолотить виману (башню над святилищем).

Надписи на каменных стенах храма Венкатешвары свидетельствуют о том, что в свой первый визит 10 февраля 1513 года раджа Шри Кришнадеварая подарил божеству «Ратна-киритам» (корону с драгоценными камнями), украшенную 160 изумрудами, 423 бриллиантами, тремя рубинами, десятью сапфирами, семнадцатью камнями «кошачий глаз», одним агатом и 1339 жемчужинами. Раджа также подарил ожерелье из трех золотых нитей, усыпанное 1370 синими жемчужинами, одним рубином и двумя сапфирами; а также золотой кулон с шестью жемчужинами, 60 бриллиантами, пятью гранатами, тремя рубинами и одиннадцатью изумрудами.
— The Indian Express, 2018 год
Храмы играли одну из ключевых ролей в аграрной экономике средневековой Индии, и храм Венкатешвары не был исключением. Под покровительством раджей Виджаянагара храм стал крупнейшим в Южной Индии. С 1450 по 1570 год для содержания храма в собственность брахманской общины было передано свыше сотни деревень и крупные суммы денег. И это не считая даров от трёхсот богатейших меценатов, чьи имена для истории выбиты на каменных стенах храма. Большая часть пожертвований тратилась на содержание храмовых земель, прежде всего, на их ирригацию. За счёт храмового бюджета производились ремонт храмовых прудов, прокладка водопроводов, рытьё каналов для ирригации, орошение засушливых земель и их повторное использование. Храм и брахманская община всецело зависели от государственных субсидий. По оценкам исследователей, в XVI веке до перехода под британский контроль около 90 % деревень и 50 % денежных пожертвований приходилось на местных раджей.
В Тирупати, расположенном у подножья холмов, жил известный индийский музыкант Аннамачарья (Annamacharya, 1408—1503), прославившийся тем, что изобрёл жанр карнатской музыки. Он сочинял санкиртаны в честь Венкатешвары. В индуизме Аннамачарья почитается наравне с альварами и считается воплощением Нандаки, меча Вишну. Музыкальные произведения Аннамачарьи сегодня широко распространены и доступны поклонникам индийской культуры.
В 1500-х годах в Тирумалу приехал и остался жить подвижник, получивший в последующем имя Хатхирам. С ним связана легенда о том, как слон спас преданного Венкатешвары, несправедливо обвинённого в хищении драгоценностей божества. Хатхирам был оправдан и назначен в администрацию храма заведовать его финансами. Благодаря Хатхираме в Тирумале были организованы специальные севы (служения) божеству, которые сохраняются по настоящее время. После Хатхирама возникла традиция оставлять денежные пожертвования в металлическом контейнере «хунди». Хатхирам почитался как святой, его последователи организовали ашрам и два матха (монастыря) в Тирумале и Тирупати.
В конце XVIII века в Тирумале жила поэтесса Венгамамба (Tarigonda Vengamamba, 1730—1817), сочинявшая в честь Венкатешвары на телугу. Популярность Венгамамбы сравнима с Аннамачарьей — её произведения играют в классических драматических и танцевальных постановках. Венгамамба заложила традицию распространения освящённой пищи в качестве прасада Венкатешвары. В настоящее время прасада распространяется в здании центра «Матрушри Таригонда Венгамамба Аннапрасада». Её именем названо последнее ночное арати, «арати Венгамамбы», во время укладывании Венкатешвары ко сну.
После падения Виджаянагарской империи контроль над храмом перешёл к мусульманским правителям Карнатаки, а затем к англичанам. В 1843 году управление храмом и его поместьями было передано Шри Деве Доссиджи (Sri Deva Dossiji) из матха Хатхирамджи (Hatiramji Mutt) в Тирупати. Иными словами, административное управление перешло в руки последователей Хатхирама. В 1932 году управление имуществом храмового комплекса перешло к специально созданной некоммерческой организации «Тирупати-Тирумала Девастханам» (Tirumala Tirupati Devasthanams, TTD). В штате TTD находится свыше 6000 служащих. Ей принадлежат гостиницы, коттеджи, столовые, больницы, транспортные компании и туристические агентства, музей искусств, центр йоги, сиротский приют, торговый комплекс и многое другое. Радиостанция храма вещает на 17 языках, включая русский. TTD содержит Университет Шри Венкатешвары, насчитывающий 40 факультетов. Кроме того, TTD оказывает финансовую поддержку вайшнавским храмам в США и Европе.
Виды Тирумалы

|                                                                                    |                                 |                                                         | |                                                     |                                                      |                                                                                                   |                               |                                                                    |                                                                              |
| Панорамный вид на площадь перед Храмом Тирумалы Венкатешвары со стороны ахиландама | Ночной вид площади перед храмом | Площадка для выступлений на площади перед входом в храм | Ахиландама (место предложения паломниками кокосов для божества) и Храм Беди-Анджанея на заднем плане | Храм Бхувараха свами, древнейший на холмах Тирумалы | Гопурам (слева) и позолоченная вимана (справа) храма | Здание для организации очереди паломников Vaikuntham Queue Complex огибает храм в форме полукруга | Храмовый пруд Свами Пушкарини | Музей Шри Венкатешвары, где собраны артефакты, связанные с Баладжи | Знаменитый красный автобус, бесплатно курсирующий вокруг храмового комплекса |

## Рамануджа в Тирупати
История Тирупати тесно связана с главным теологом вишишта-адвайты Рамануджей. Правители из династии Чола были, в основном, поклонниками Шивы. Они поддерживали храмы и брахманов своего любимого божества, в результате чего расходы на содержание местных вайшнавских храмов уменьшились. При Раджендра Чола состояние храма на холме Венгадам настолько ухудшилось, что ежедневное приношение пищи Венкатешваре прекратилось. Собиратель текстов альваров Натхамуни, вдохновлённый их стихами, посетил храм Тирумалы в X веке и обнаружил, что обязательное поклонение не совершается. После него Ямуначарья сетовал, что храм заброшен, подношение цветов и воды божеству не производится. Его внук, известный как Тирумалай Намби, с двумя сёстрами поселился возле храма, чтобы выращивать цветы для божества и носить воду с водопада. Одна из его сестёр в последующем стала матерью Рамануджи.
В молодости Рамануджа посещал Тирупати, чтобы брать уроки у своего дяди, Тирумалая Намби. Уже в зрелом возрасте он вернулся в Тирупати из-за упадка храма при правителях-поклонниках Шивы. Предание гласит о том, что брахман, потомок первого священника Гопинатха, после некоторых нарушений правил поклонения, бежал от наказания. Храм остался без священника, и религиозное служение в нём прекратилось. Опустевший храм стали использовать шайвы и выполнять ритуалы Шиве. Среди местного населения возник спор, кому посвящён храм. Для разрешения конфликта раджа Ядаварая из Нараянавана (считается, что это был вассал династии Чола по имени Гаттидева, правивший в 1125—39 годах) пригласил Рамануджу, который славился своим богословием. При княжеском дворе состоялись теологические дебаты, в которых Рамануджа с блеском доказал, что божество Венкатешвара является Вишну. Однако для восстановления религиозной гармонии Рамануджа организовал смешанное богослужение. Он взял на себя временное управление храмом, разработал особые правила проведения пуджи и религиозных праздников. Они до сих пор соблюдаются и заметно отличаются от традиций других вайшнавских храмов.
Пока Рамануджа пребывал в Тирупати, до него дошли вести о бесчинствах на юге. Один из раджей почитал Шиву: он велел убрать мурти Говиндараджи (Вишну) из храма в Чидамбараме и утопить его в океане. В Тирупати пришла группа брахманов Чидамбарама со спасённым образом Говиндараджи. Рамануджа убедил правителя Гаттидеву построить храм для изгнанного божества. На месте старой святыни в честь Партхасаратхи (Вишну в облике колесничего Кришны) в 1135 году возник знаменитый храм Говиндараджи в Тирупати (13°37′48″ с. ш. 79°24′55″ в. д.). После себя Рамануджа оставил хорошо организованную систему храмового служения. Содержание храма было распределено между несколькими состоятельными вайшнавскими семьями. Часть брахманов переселилась в Тирупати для проведения ежедневных ритуалов. На холмах Тирумалы разрешалось жить только тем, кто занят богослужением и паломниками. Остальным жителям предписывалось оставаться в предгорье, в нижнем Тирупати. Проведение ритуалов приписывалось за определёнными родами брахманов. В результате служение Венкатешваре стало наследственным. Наконец, он оставил своего ученика в Тирупати, чтобы тот следил за состоянием храма. Правила, установленные Рамануджей, до сих пор выполняются, что обеспечивает бесперебойное поклонение Венкатешваре.

## Храмовые божества
По каноническому тексту «Вайкханаса агама», принадлежащего одноимённой ритуальной традиции, Венкатешвара представлен в образе пяти божеств. Все вместе они находятся в главном святилище храма и носят название «панча бера» (pancha beramulu), то есть «пять божеств».
Мулавира или Дхрува-бера (Moolavirat, Dhruva Beram) является главным образом Венкатешвары. Это неподвижное каменное мурти, которое никогда не покидает пределы главного святилища храма. Мулавира стоит во весь рост на цветке лотоса, две его руки держат символы Вишну, шанкху и чакру, а две другие руки показывают варада-мудру (жест благословения) и кати-мудру (жест возле колена), которая указывает на стопы божества и предлагает посетителю получить в них прибежище («шаранагати»). Его никогда не переносят с места, что дало мурти имя «неподвижный» («дхрува»). Мулавира считается самопроявленным, то есть нерукотворным, и основным источником духовной энергии Тирумалы. Его украшают драгоценностями, включая алмазную корону, серьги с бриллиантами, браслеты и другие. Супруга Венкатешвары, богиня Лакшми, пребывает в виде рисунка на правой груди Мулавира. По местной традиции её называют «Вьюха Лакшми» (Vyuha Lakshmi) или «Проявление Лакшми».
Бхога Шриниваса или Каутука-бера (Bhoga Srinivasa, Kautuka Beram) представляет собой небольшую тридцатисантиметровую статуэтку Вишну. Бхога Шриниваса является точной серебряной копией главного божества. Она была подарена храму царицей Самавай из династии Паллавов в 614 году для проведения праздников. Бхога Шриниваса всегда находится возле левой ноги Мулавира и привязана к главному образу Венкатешвары шёлковой лентой. Ежедневно от имени Мулавира божество получает множество ритуальных служб, что дало ему название «получающий удовольствия» («бхога»). Для Бхога Шриниваса ежедневно проводится ритуал укладывания божества для ночного сна («эканта-сева»), а по средам — омовение чистой водой с ароматом сандаловой пасты из 1008 серебряных сосудов («сахасра-каласa-абхишекам»).
Угра Шриниваса или Снапана-бера (Ugra Srinivasa, Snapana Beram) воплощает гневную форму Венкатешвары. Вплоть до 1339 года Угра Шриниваса служил основным божеством, участвующим в праздничных процессиях вокруг храма. Вместо главного неподвижного образа Венкатешвары его выносили, чтобы даршан, или лицезрение божества, могли получить все, кто не имел такой возможности, например, больные или немощные. Считается, что Угра Шриниваса был главным храмовым божеством до X века, когда им стал Мулавира. После 1339 года на смену Угра Шриниваса пришло другое переносное божество, Малайяппа свами. Угра Шриниваса весь год находится в главном святилище храма и участвует во внешней процессии лишь раз в год на праздник «каишика девадаси» (октябрь-ноябрь) до восхода Солнца. Согласно поверью, дневное шествие гневного божества может навлечь за собой беды. Ежедневно от имени Мулавира для божества проводится ритуал очищения, что дало ему имя «получающий очищение» («снапана»).
Малайяппа свами или Утсава-бера (Malayappa swami, Utsava Beram) в настоящее время является основным образом Венкатешвары, представляющем его во время праздничных процессий вокруг храма. Божество представляет собой точную копию Мулавира. Его окружают две супруги, богини Шри-деви и Бху-деви. Малайяппа свами участвует во всех храмовых праздниках и церемониях. За время всех торжеств Малайяппа свами было преподнесено огромное множество подарков, включая драгоценные камни и драгоценности из платины и золота.
Колуву Шриниваса или Бали-бера (Koluvu Srinivasa, Bali Beram) считается божеством-хранителем храма. Оно отвечает за надлежащее управление храмовыми делами и его финансовое благополучие. Ответственность за храм дало ему название «занятый [делами]» («колуву»). Ежедневно по утрам божеству проводится служение, а в течение дня ему сообщают доходы и расходы храма предыдущего дня, включая предоставление записей об операциях.
Наряду с пятью божествами, олицетворяющими Венкатешвару, в главном святилище находятся другие вайшнавские божества и священные образы, участвующие в праздничных церемониях. К ним относятся образы Ситы, Рамы, Лакшмана, Рукмини, Кришны, Сударшана-чакры. Кроме того, в храмовом комплексе проводится служение спутникам Вишну, — Ананта-Шеше, Гаруде, Вишваксене, Сугриве, — а также учителю шри-вайшнавизма Раманудже.
- Праздничные процессии Тирумалы
- Праздничный выход Малайяппа свами за пределами храма на позолоченной колеснице в окружении паломников
- Фестивальные мурти Рамы, Ситы и Лакшмана во время праздника катания божеств на лодке «Теппотсавам»
- Фестивальное мурти Вишну в образе Мохини, одетой как Сарасвати и верхом на лебеде

## Второстепенные святыни
Перечень достопримечательностей вокруг и внутри храма Венкатешвары
| Достопримечательность                | Месторасположение | Посвящение | Период возведения                                |
| ------------------------------------ | --- | --- | ------------------------------------------------ |
| Храм Варадараджи                     | расположен внутри комплекса Венкатешвары, слева от вендивакили (серебряного входа) во внутреннем дворе (вимана-прадакшинам):13°40′59″ с. ш. 79°20′48″ в. д.                                   | аватара Вишну в образе Варахи в положении сидя смотрит лицом на Запад | неизвестно                                       |
| Храм Йога-Нарасимха                  | расположен внутри комплекса Венкатешвары, справа от вендивакили (серебряного входа) во внутреннем дворе (вимана-прадакшинам): 13°40′59″ с. ш. 79°20′48″ в. д.                                 | аватара Вишну в образе Нарасимхи в йогической позе со скрещёнными ногами, удерживаемые йогой-паттой (специальной повязкой), держащей шанкху и чакру в верхних руках и изображающий йога-мудру нижними руками | 1330—1360 годы                                   |
| Храм Гаруды, часть мандапы Гаруды    | расположен внутри комплекса Венкатешвары, прямо напротив бангарувакили (золотого входа в главное святилище): 13°40′59″ с. ш. 79°20′48″ в. д.                                                  | ездовая птица Вишну, Гаруда, шесть ростом 1,8 метров смотрит в направлении Венкатешвары внутри главного святилища                                                                                            | неизвестно                                       |
| Храм Бхувараха свами                 | расположен на северной стороне храмового пруда «Свами Пушкарини»: 13°41′00″ с. ш. 79°20′50″ в. д.                                                                                             | аватара Вишну в образе Варахи, которого принято посещать до захода в храм Венкатешвары | до VI века, более древний, чем храм Венкатешвары |
| Храм Беди-Анджанея                   | расположен напротив комплекса Венкатешвары, недалеко от ахиландама (места, где паломники предлагают божеству кокосы): 13°41′00″ с. ш. 79°20′54″ в. д.                                         | Хануман, спутник и преданный Вишну в образе аватара Рамы | неизвестно                                       |
| Вакуламатха саннидхи                 | статуя расположена внутри комплекса Венкатешвары, слева от вендивакили (серебряного входа) во внутреннем дворе (вимана-прадакшинам) перед храмом Варадараджа: 13°40′59″ с. ш. 79°20′48″ в. д. | статуя в честь земной матери Венкатешвары, находящейся в сидячем положении; благословляет пищу, предлагаемую её сыну                                                                                         | неизвестно                                       |
| Кубера саннидхи                      | святилище расположено внутри комплекса Венкатешвары, во внутреннем дворе (вимана-прадакшинам) справа от главного святилища:13°40′59″ с. ш. 79°20′48″ в. д.                                    | Кубера, божество богатства, которому паломники возвращают долг за Венкатешвару | неизвестно                                       |
| Храм Рамануджи (Бхашьякара-саннидхи) | расположен внутри комплекса Венкатешвары, во внутреннем дворе (вимана-прадакшинам) за Храмом Йога-Нарасимха:13°40′59″ с. ш. 79°20′48″ в. д.                                                   | основоположник вишишта-адвайты и шри-вайшнавизма Рамануджа | XIII век                                         |

## Посещение храма и даршан
Паломники верят, что Венкатешвара исполняет желания, излечивает от болезней и избавляет от грехов. Это объясняет, почему «место исполнения желаний» является столь популярным среди индусов. Они отправляются в паломничество на горы Тирумалы, по меньшей мере, раз в жизни, а большинство из них — ежегодно. По традиции к Венкатешваре ездят семьями или целыми кланами. Для даршана или лицезрения божества паломники стоят в многочасовом ожидании. Храм известен своей продолжительной очередью, ожидание в которой считается частью ритуала. Бесплатная очередь, в которой стоят малообеспеченные индийские семьи, может занимать от 6 до 8 часов. Очередь является общей, без деления на мужчин и женщин. Многочисленные помещения, где пребывают ожидающие, носят название «Vaikuntam Queue Complex». Для состоятельных людей продаются билеты на даршан, которые позволяют обойти часть очереди и влиться в неё ближе ко входу в храм. Платный даршан позволяет сократить время ожидания до полутора или трёх часов. Иностранцы допускаются в храм, если подписывают заверение в том, что они относятся к Венкатешваре с почтением и признают в нём бога. Стояние в очереди для индусов является частью аскезы, необходимой для лицезрения божества. Правила посещения предписывают посетителям во время ожидания петь мантру Венкатешвары и громко к нему взывать («Venkataramana Govinda, Govinda!»). В 2018 году газета «The Hindu», писала что продолжительность ожидания в бесплатной очереди достигла рекордных 15 часов.
Территория храмового комплекса занимает площадь в два гектара. Архитектура здания характерна для Южной Индии X века. Над воротами расположена гопурам, которую украшает множество скульптур божеств и эпических героев. Внутри храма находится несколько пределов, посвящённых спутникам и атрибутам Вишну, а также ачарьям. Главный купол святилища украшает вимана, покрытая золотом, называющаяся «обитель счастья». Главная дверь, которая ведёт в святилище, обита листовым золотом, её называют «золотые ворота». Святилище представляет собой небольшое помещение, в центре которого находится изваяние Венкатешвары, полностью покрытое гирляндами, одеяниями и украшениями. У паломников есть только несколько секунд, чтобы бросить взгляд на божество. Толпа посетителей и севадалы (добровольные помощники) не дают надолго задержаться перед дверьми в святилище. На выходе из святилища находятся «хунди» (hundi), металлические баки-контейнеры, куда паломники жертвуют деньги. Там же брахманы раздают бесплатный прасад, освящённую еду: рис и жёлтые сладкие шарики ладду. Обычай раздавать ладду после даршана поддерживается с 1715 года. Для покупателей билетов на даршан в крытом павильоне возле храма (TTD Laddu Counters) раздают крупные ладду, пользующиеся большим спросом.

## Праздники Тирумалы
На священных холмах Тирумалы религиозные праздники отмечаются почти каждый день, превращая год в один непрекращающийся праздник. На протяжении столетий в течение года проводится 433 праздника. Первое упоминание о различных праздниках в Тирумале было обнаружено благодаря каменной надписи в Храме Векатешвары, датируемой 1380 годом. Все праздники подразделяются на две большие группы: тингаль дивешам (tingal divasam) и вишеша дивешам (visesha divasam). К первой относятся особые дни солнечного и лунного календаря, когда на небе наблюдается благоприятное сочетание звёзд. Во вторую группу входят дни, когда отмечаются знаменательные события, такие как дни рождения воплощений Вишну, альваров или ачарьев. Перечни праздников в разрезе обеих групп встречаются на каменных надписях, датируемых 1488, 1504, 1562 и 1819 годами. Надпись от 1562 года содержит исчерпывающий перечень храмовых праздников, из которых на вишеша дивешам приходится 204 дня.
Большинство древних праздников Тирумалы продолжает отмечаться в настоящее время. Главным из них считается «Шри Вари брахмотсавам» (Srivari Brahmotsavam) — девятидневный мегапраздник, отмечаемый каждый год в сентябре-октябре. По местной легенде в этот день бог Брахма спускается на Землю для поклонения Венкатешваре. Впервые его отмечали в 966 году, когда царица Самавай из династии Паллавов подарила храму земельные наделы, доход с которых предназначался для организации праздников. Вплоть до 1582 года «Шри Вари брахмотсавам» проводился двенадцать раз в год.
В течение «брахмотсавам» фестивальное мурти Малайяппа свами вместе со своими двумя супругами, богинями Шри-деви и Бху-деви, участвует в процессии вокруг храма. Их провозят по улицам на колесницах, оформленных как ездовые животные и птицы. Впереди процессии движется пустая колесница, в которой, как считается, незримо находится сам бог Брахма. Фестивальные колесницы представляют художественные шедевры и символизируют ваханы. Колесницы изображают различные фигуры, включая змея Ананта-Шешу, птицу Гаруду, чакру Сударшану, дерево исполнения желаний Кальпаврикшу, льва и другие. Празднование «брахмотсавам» привлекает паломников и туристов со всей Индии и из других стран.
Вторым популярным двухдневным праздником является «вайкунтха экадаши» (Vaikuntha Ekadasi), проводимый в декабре-январе. Считается, что во время празднования открываются незримые врата Вайкунтхи, — обители Вишну, — и все преданные могут проникнуться божественной благодатью. В день «вайкунтха экадаши» в Храме Векатешвары раз в год открываются особые ворота (Vaikuntha Dwaram), через которые посетители попадают в украшенное цветами главное святилище храма.
Третий популярный праздник «ратха саптами» (Ratha Saptami) отмечается в феврале каждого года. Он посвящён Вишну в образе бога Солнца Сурьи, который поворачивает свою «ратху» (колесницу), запряжённую семью лошадьми. Так отмечается смена времён года и день рождения Сурьи. «Ратха саптами» означает приход весны и начало сбора урожая. Во время праздника фестивальное мурти Малайяппа свами вместе со своими супругами отправляется в процессию на семи различным ваханах, которые сменяют друг друга с раннего утра и до поздней ночи.
К другим ежегодным популярным праздникам Тирумалы относятся день явления аватара Рамы («Рамнавами»), день явления аватара Кришны («Джанмаштами»), праздник Нового года («Угади»), день катания на лодке («Теппотсавам»), день супруги Венкатешвары Падмавати и другие.

## Месторасположение храма
Храм находится на горе Венката (Venkata hill) высотой 853 метра, которая входит в гряду Шешачалам (Seshachalam), названную по имени мифического змея Ананта-Шеши. Расположен в округе Читтур штата Андхра-Прадеш. Гора Венката является одним из семи пиков гряды Тирумалы, находящихся вблизи города Тирупати. В древних тамильских текстах гора Венката описывается как самая северная часть страны тамилов. Горы состоят из красного песчаника, сформировавшегося в меловой период.
Храмовый город Тирумала находится в 18 километрах от Тирупати. В Тирупати паломники прибывают по железной дороге от Ченная на экспрессе, который идёт около трёх часов. От Тирупати до Тирумалы большинство путников добирается за один час на рейсовых автобусах, станция которых расположена недалеко от железнодорожного вокзала Тирупати. Другой путь выбирают глубоко верующие или паломники, рассчитывающие на божественную милость. От подножия гор Тирумалы к храмовому комплексу ведёт ступенчатая дорога, начинающаяся от гигантской статуи Гаруды. По ней пешком за несколько часов можно добраться до вершины. Некоторые верующие, предаваясь аскезе, ползут весь путь на коленях.
Паломники могут остановиться на холмах Тирумалы, для чего они получают специальное разрешение на размещение. В Тирумале расположено несколько гостевых домов, куда селят группы паломников. Кроме того, индусы в качестве гостиниц используют местные ашрамы матхов. Паломники имеют право оставаться в Тирумале несколько дней. Для них организовано большое число вегетарианских столовых. По окружной дороге, вдоль которой расположены кварталы гостевых домов, ходит знаменитый бесплатный «автобус Баладжи».
Ритуальное пешее восхождение на холмы Тирумалы

|                                                                                     |                                                 |                                                                 |                                                                              |                                                                                     | | |
| Для выполнения аскезы и обета многие паломники пешком поднимаются на холмы Тирумалы | Гигантская статуя Гаруды предваряет восхождение | Пеший подъём насчитывает 3550 ступеней и растягивается на 12 км | В течение большей части подъёма паломники защищены от южно-индийского солнца | Символические отпечатки стоп Венкатешвары («Шри Вари»), обсыпанные порошком кумкума | По дороге к храму паломники делают пожертвование денег, разбивают кокосы и делают приветственный намаскар | Паломник в качестве подношения Венкатешваре оставляет на каждой ступеньке зажжённые кусочки камфоры |

## Храмовые рекорды
Согласно «Книге рекордов Гиннесса», храм Венкатешвары является самым посещаемым храмом в мире. Ежедневно он привлекает от 30 до 40 тысяч посетителей (по оценкам на 2017 год — от 60 до 70 тысяч). В новогодние праздники их число возрастает до 75 тысяч (до 100 тысяч). Кроме того, до 2011 года он также считался самым богатым храмом в мире. Его ежегодный бюджет составляет около 60 млн долларов США.
Храмовые доходы формируются за счёт нескольких источников. Главным из них являются добровольные пожертвования верующих. Деньги и драгоценности ежедневно накапливаются в двухметровых металлических контейнерах, куда их складывают паломники. Содержимое контейнеров дважды в день проверяет комиссия из 30 служащих TTD. Значительная часть доходов формируются за счёт оплаты услуг брахманов и покупки билетов на даршан. По сообщению газеты «The Indian Express», в 2016 году совокупные пожертвования 26 млн посетителей Тирумалы составили 10,2 млрд. индийских рупий (143 млн. долларов США). Кроме того, онлайн-продажа билетов на даршан Венкатешвары принесла храму выручку в 2,0 млрд индийских рупий (28 млн долларов США).
Некоммерческая организация TTD, отвечающая за администрирование храмом, является акционером многих компаний и держателем портфеля ценных бумаг. Финансовые вложения, которые приносят купонные платежи и дивиденды, являются одним из источников доходов TTD. Кроме того, ежегодно в виде пожертвований Венкатешваре TTD получает драгоценные металлы и акции. К примеру, известно, что в 2014 году TTD депонировала на счетах Государственного банка Индии 1800 кг золота, а всего золотые запасы TTD в различных банках превышают 5000 кг.
Тем не менее, в 2011 году на первое место по богатству вышел Храм Падманабхасвами в Тривандрам. Объясняется это тем, что под храмом была случайно открыта сокровищница, наполненная золотом, серебром, драгоценными камнями и другими дарами, подносившимися Вишну индийскими раджами на протяжении столетий. Суммарная стоимость сокровищ Храма Падманабхасвами оценивается в 18 млрд долларов США.
Ещё одним занимательным фактом из жизни храма является ритуальная стрижка волос. По традиции паломники, как мужчины, так и женщины, бреются наголо в трёхэтажном павильоне «Кальянакатта» (Kalyana Katta) недалеко от входа в храм. Стрижка перед посещением храма является ритуальной и в зависимости от намерений может символизировать избавление от грехов, собственного эгоизма или жертву ради милости божества. По оценкам наблюдателей, бреет головы почти 70 % паломников. Около тысячи парикмахеров работают в две смены. За сутки в Тирумале накапливается более тонны волос. За их счёт формируется ещё один источник доходов храма. Изготовление и продажа париков в США и Европу приносит от 22 до 29 миллионов долларов США в год.
Ядро обслуживающего сообщества священников составляют потомки четырёх семей. Все они образуют потомственных брахманов Тирумалы традиции вайкханаса. Большинство из них происходит от первого жреца Гопинатха. Его потомков называют «арчака мираси» (арабо-язычное выражение, означающее «наследственный священник»). К наследственным брахманам относят семьи Пайдипалли, Голлапалли, Педдинти и Тирупатамма. В частности, храмовые первосвященники в XXI столетии были выходцами из семьи Голлапалли. На 2018 год при храме числилось 23 наследственных брахманов и ещё 35 ненаследственных брахманов.

## Критика
Популярность храма вызывает оживлённую дискуссию о его происхождении и характере божества. Приверженцы других конфессий подвергают сомнению вайшнавский характер Венкатешвары и самого храма. В 1991 году индолог-любитель К. Яманадас выпустил нашумевшую книгу «Тирупати-Баладжи был буддийской святыней». К фактам против вайшнавского происхождения божества относятся отсутствие его упоминания в Ведах и древних Пуранах; своеобразный порядок проведения церемоний и ритуалов, отличный от других вайшнавских храмов; особенности храмовой архитектуры (в частности, отсутствие придела в честь Лакшми). Кроме того, критик замечает, что истинный облик Венкатешвары не доступен широкой публике и о его внешнем виде мало что известно.
Отвечая на собственные замечания, Яманадас полагает, что Венкатешвара является статуей бодхисаттвы, у которой атрибуты Вишну появились позднее. В частности, утверждается, что божество в прошлом было Падмапани, то есть Авалокитешварой, держащим лотос, и что оно похож на образ бодхисаттвы из пещеры № 1 в Аджанте. До X века в регионе Тирумалы преобладал буддизм, однако вайшнавские брахманы, пользуясь содействием местных властей, реквизировали храм в свою пользу. Этим же объясняется «самопроявленное» мурти, регулярное поклонение которому началось с 966 года. В версии Яманадаса мурти бодхисаттвы было найдено в термитнике шудрой Рангадасом, который стал ему поклоняться. Традиция бритья головы паломниками, не практикующаяся в других вайшнавских храмах Индии, также признана буддийской. Подсвечивая противоречия и неизвестные места в истории Венкатешвары, автор при поддержке ряда историков приходит к заключению, что Венкатешвара имеет буддистские корни.
Публикация книги вызвала неподдельную дискуссию в индийском сообществе. Джайны, в свою очередь, высказались за то, что храм Венкатешвары был джайнистским, а Венкатешвара — это Неминатха. В конечном счёте, происхождение загадочного божества было и остаётся неизвестным. Рождение альтернативной истории маловероятно из-за отсутствия прямых исторических свидетельств за давностью лет. Тем не менее, споры вокруг Венкатешвары не умаляют его популярность, о чём свидетельствует непрекращающийся поток паломников как со всей Индии, так и из-за границы. Вера в чудодейственные силы Венкатешвары по-прежнему сохраняется у последователей разных направлений индуизма.